# العلاقات الصربية المالطية
العلاقات الصربية المالطية هي العلاقات الثنائية التي تجمع بين صربيا ومالطا.

## مقارنة بين البلدين
هذه مقارنة عامة ومرجعية للدولتين:
| وجه المقارنة                                              | صربيا                                                      | مالطا                                                     |
| --------------------------------------------------------- | ---------------------------------------------------------- | --------------------------------------------------------- |
| المساحة (كم2)                                             | 88.36 ألف                                                  | 316                                                       |
| عدد السكان (نسمة)                                         | 7.02 مليون                                                 | 465.29 ألف                                                |
| الكثافة السكانية (ن./كم²)                                 | 79.45                                                      | 147.24 ألف                                                |
| العاصمة                                                   | بلغراد                                                     | فاليتا                                                    |
| اللغة الرسمية                                             | اللغة الصربية                                              | اللغة المالطية، لغة إنجليزية                              |
| العملة                                                    | دينار صربي                                                 | يورو، ليرة مالطية                                         |
| الناتج المحلي الإجمالي (بليون دولار)                      | 41.43 مليار                                                | 12.54 مليار                                               |
| الناتج المحلي الإجمالي (تعادل القوة الشرائية) بليون دولار | 100.13 مليار                                               | 14.68 مليار                                               |
| الناتج المحلي الإجمالي الاسمي للفرد دولار أمريكي          | 5.24 ألف                                                   | 22.60 ألف                                                 |
| الناتج المحلي الإجمالي للفرد دولار أمريكي                 | 13.59 ألف                                                  |                                                           |
| مؤشر التنمية البشرية                                      | 0.771                                                      | 0.839                                                     |
| رمز المكالمات الدولي                                      | +381                                                       | +356                                                      |
| رمز الإنترنت                                              | .rs، .срб ‏                                                 | .mt                                                       |
| المنطقة الزمنية                                           | توقيت وسط أوروبا، ت ع م+01:00، ت ع م+02:00، أوروبا/بلغراد ‏ | توقيت وسط أوروبا، ت ع م+01:00، ت ع م+02:00، أوروبا/مالطا ‏ |

## منظمات دولية مشتركة
يشترك البلدان في عضوية مجموعة من المنظمات الدولية، منها:
| علم المنظمة | اسم المنظمة                               | تاريخ انضمام صربيا | تاريخ انضمام مالطا |
| ----------- | ----------------------------------------- | ------------------ | ------------------ |
|             | وكالة ضمان الاستثمار متعدد الأطراف        | 19 مارس 1993       | 12 سبتمبر 1990     |
|             | الأمم المتحدة                             | 1 نوفمبر 2000      | 1 ديسمبر 1964      |
|             | الفريق المعني برصد الأرض                  | ?                  | ?                  |
|             | منظمة حظر الأسلحة الكيميائية              | ?                  | ?                  |
|             | منظمة الشرطة الجنائية الدولية             | ?                  | ?                  |
|             | منظمة الأمن والتعاون في أوروبا            | 3 يونيو 2006       | 25 يونيو 1973      |
|             | يونسكو                                    | 20 ديسمبر 2000     | 10 فبراير 1965     |
|             | مجلس أوروبا                               | 3 أبريل 2003       | ?                  |
|             | الاتحاد البريدي العالمي                   | ?                  | ?                  |
|             | البنك الدولي للإنشاء والتعمير             | 25 فبراير 1993     | 26 سبتمبر 1983     |
|             | المنظمة الهيدروغرافية الدولية             | ?                  | ?                  |
|             | الاتحاد الدولي للاتصالات                  | 1 يونيو 2001       | 1965               |
|             | مؤسسة التمويل الدولية                     | 25 فبراير 1993     | 1 يونيو 2005       |
|             | المنظمة الأوروبية لسلامة الملاحة الجوية   | 2005               | 1989               |
|             | المركز الدولي لتسوية المنازعات الاستشارية | 8 يونيو 2007       | 3 ديسمبر 2003      |
|             | مجموعة الموردين النوويين                  | ?                  | ?                  |

## وصلات خارجية
- موقع وزارة الخارجية الصربية
- موقع وزارة الخارجية المالطية